# Lophostoma evotis
Lophostoma evotis (tidigare Tonatia evotis) är en fladdermusart som beskrevs av Davis och Carter 1978. Lophostoma evotis ingår i släktet Lophostoma och familjen bladnäsor. Inga underarter finns listade i Catalogue of Life.
Denna fladdermus förekommer i södra Mexiko, Guatemala, Belize och norra Honduras. Arten vistas i skogar i låglandet. Individer hittades vilande i ihåliga termitstackar och i byggnader. De äter skalbaggar och andra ryggradslösa djur.
Lophostoma evotis liknar mest Lophostoma silvicolum i utseende. Båda har underarmar som är minst 45 mm långa och öron som är minst 32 mm långa. De har ingen ljus strimma på huvudets topp och en ljusgrå eller grå undersida. Lophostoma silvicolum avviker från Lophostoma evotis genom en vit fläck på strupen och genom en vit punkt vid örats basis (inte hos alla exemplar). Dessutom är tandraden hos Lophostoma evotis kortare.
Vuxna exemplar av Lophostoma evotis är med svans 79 till 91 mm långa, svanslängden är 14 till 18 mm och öronen är 33 till 35 mm stora. Arten har 47 till 53 mm långa underarmar. Viktuppgifter saknas. Pälsen på ovansidan är hos de flesta individer mörkgrå och ibland ljus blygrå eller lite gråbrun. Denna fladdermus har hudflikar (bladet) på näsan och den nedre delen av bladet är otydlig så att den sällan kan skiljas från övre läppen. Bladets övre del liknar spetsen av ett spjut i utseende. Centralt på underläppen finns förtjockningar (liksom en kudde) som har formen av ett V. Kudden bär små vårtor. Pälsens hår når fram över halva underarmen på vingen. Svansen är helt inbäddad i svansflyghuden. Bara tummens yttersta falang (rörben) ligger utanför vingen. Tandformeln är I 2/1, C 1/1, P 2/3, M 3/3, alltså 32 tänder i hela tanduppsättningen.
Vid en studie stannade Lophostoma evotis i gömstället vid starkt månljus. Antagligen sker parningen så att ungen föds vid början av regntiden. Honan föder en unge per kull.